# Atelier Fauni
Atelier Fauni var en finländsk konsthantverksateljé, som var i drift 1952–1971 i Finland.
Atelier Fauni grundades 1952 i Nådendal av Helena Kuuskoski och hennes man, skådespelaren Martti Kuuskoski (1917–2011). Företaget tillverkade där, och senare i Tusby och Träskända, mjukisdockor, främst i form av handgjorda troll av läder, tyg och skinn. Ateljén var mest känd för de muminfigurer, som tillverkades från 1955 och som numera är samlarobjekt. Ateljéns namn kommer från den romerska skogsguden Faunus.
Atelier Fauni återetablerades i USA på 1970-talet av Helena Kuuskoski och hennes barn under namnet Troll Store.

### Webbsidor
- www.moomin.com